# Пећинско село Клисура
Пећинско село Клисура, такође познато као и Пећинско насеље на Дубрави или Клисурска Дубрава археолошко је налазиште велике насобине из 17. и 18. века настало у великим бигреним складовима клисурске Дубраве, након изградње већег броја добро издубљених пећинских станова, од стране досељеницика са Косова, књажевачке Каменице и пиротског Стрелца.
Остатак овог села (које је постојало до 1775. године) издубљеног у бигри,  открио је Јован Цвијић 1894. године, који их је описао као...двадесетак вештачких пећина.

## Историја
Када је село под именом Дербенд (перс. دربند - клисура), постало место одмора османске војске на путу између Нишке Бање и Пирота, на простору Белопаланачке котлине, приликом повратка из освајања Београда, део становништва који је преживео покољ тада се преселио и основао данашње село Кременицу.
Убрзо потом су, према традицији, десет породица направиле пећинско село по имену Клисура на бигреним слаповима клисурске Дубраве. Према традицији, од тих десет породица само две су биле староседалачке породице из Куру Чесме.  Према предању у овом селу било је око 100 кућа, а у једној пећини живео је само један род, који је поред стамбене имао и пећину за чување стоке, па се претпоставља да је било и 100 стаја.
Досад је нађено 30 земуница, 3 природне окапине и10-ак затрпаних пећина. Средишњи део ове насеобине налази се у врху десне долинске стране периодског тока Пачке падине.
Пећине се називају именима родова који су их настањивали или доцније користили као прибежишта. Мећу њима су  као познатије, пећине:
- Ђерина дувка,
- Мисирска дувка,
- Поповске дувке,
- Будуровска дувка,
- Пиштољчовске дувке,
- Каринска дувка,
- Каламковске дувке.

Од тог становништва које је живели на бигреној  тераси Дубраве потекла су четири рода у данашњем селу Клисура, од којих сваки има различиту Крсну славу: Св. Ђорђе, Св. Никола, Св. Димитрије (Митровдан) и свети Арханђео. Они су се временом разгранали у 17 породица са 30 домова.
Након оснивања данашњег насеља Клисура, од 1860. године пећински станови служе за смештај стоке, а неки као сметлиште и гробље.

## Изглед
Пећинске просторије са бигреним подом су четвртасте или овалне (елипсастог) облика. Високе су 2 до 3,5 метара а  широке 3 до 7 метара. Пећине обично имају две јаме, једну за складиштење жита, а другу за складиштење покућства.
Зидови неких пећина имају отворе, а неке су имале камене или дрване плоче као поклопце за улазна врата.